# William Craigie
William Alexander Craigie est un philologue et lexicographe écossais né le 13 août 1867 à Dundee et mort le 2 septembre 1957 à Watlington (Oxfordshire).
Craigie suit des études en lexicographie (principalement sur les langues scandinaves, le celte et le scots) à l'université de St Andrews et au Balliol College de l'université d'Oxford. À partir de 1897, il travaille à la rédaction de l'Oxford English Dictionary. En 1901, il est nommé troisième rédacteur en chef (après James Murray et Henry Bradley). Il est chargé des volumes N, Q-R, Si-Sq, U-V et Wo-Wy.
De 1916 à 1925, il est titulaire de la chaire « Rawlinson and Bosworth » d'anglo-saxon de l'université d'Oxford. En 1925, il quitte Oxford et part enseigner à l'université de Chicago et pour être plus proche des sources afin de rédiger le Dictionary of American English (un dictionnaire d'anglais américain). Il commence aussi à rédiger le Dictionary of the Older Scottish Tongue (dictionnaire de scots).
Craigie est anobli par le roi George V en 1928.
Il est corédacteur, avec Charles Talbut Onions, du supplément de l'Oxford English Dictionary de 1933.
En 1936, il démissionne de son poste à l'université de Chicago pour se consacrer entièrement au Dictionary of the Older Scottish Tongue.
Craigie a été le professeur de beaucoup de lexicographes américains : Clarence Barnhart, Jess Stein, Woodford A. Heflin, Robert Ramsey, Louise Pound et Allen Walker Read.
Craigie est l'auteur de plusieurs ouvrages sur la Scandinavie : The Religion of Ancient Scandinavia (1906) et Icelandic Sagas (1913). Il a aussi publié des livres didactiques : Easy Readings in Anglo-Saxon (1923) et The Study of American English (1927).
Craigie se marie à Jessie K. Hutchen en 1897. Elle meurt le 10 février 1947.

## Source
- (en) Cet article est partiellement ou en totalité issu de l’article de Wikipédia en anglais intitulé « William Craigie » (voir la liste des auteurs).